# Алмудена Грандес
Алмудена Грандес Ернандес (на испански: Almudena Grandes Hernández) е испанска писателка.

## Биография
Родена е в Мадрид на 7 май 1960 г. Следва география и история в Мадридския университет „Комплутенсе“. Омъжена е за поета Луис Гарсия Монтеро.

## Литературна кариера
Книгите ѝ разказват за испанците от последната четвърт на 20 и началото на 21 век. Отличителни техни черти са реализмът и напрегнатата психологическа интроспекция. Повечето са филмирани.
Емили Л. Бергман пише, че нейният роман „Възрастите на Лулу“ е „пробив в еротизма в женското писане“.

## Произведения

### Романи
- Las edades de Lulú (1989)
Възрастите на Лулу, изд. „Незир“ София (1991), прев. София Каталан
- Te llamaré Viernes (1991)
- Malena es un nombre de tango (1994)
- Atlas de geografía humana (1998)
- Los aires difíciles (2002) (Вятърът от изток)
- Castillos de cartón (2004)
- El corazón helado (2007) (Замразеното сърце)
- Ines y la alegria Tusquets (2010)
- El lector de Julio Verne Tusquets (2012)
- Las tres bodas de Manolita Tusquets (2014)
- Los besos en el pan Tusquets (2015)

### Сборници
- Modelos de mujer (1996)
- Mercados de Barceló (2003)
- Estaciones de paso (2005)

### Филмография
- 1990 Лулу, Las edades de Lulú – по романа
- 1996 Malena es un nombre de tango – по романа
- 2000 Aunque tú no lo sepas – по разказа „El vocabulario de los balcones“ от „Modelos de mujer“
- 2004 Geografía del deseo – ТВ минисериала, 3 епизода
- 2006 Los aires difíciles – по романа
- 2007 Atlas de geografía humana – по романа
- 2009 Хартиени замъци, Castillos de cartón – по романа, с Адриана Угарте

## Награди
През 1989 г. печели наградата „La Sonrisa vertical“ за еротичния си роман „Възрастите на Лулу“, който е преведен на няколко езика.